# Ádria Santos
Ádria Rocha Santos (Nanuque, 11 agosto 1974) è un'ex atleta paralimpica brasiliana non vedente.
Soprannominata anche Filha do vento, è stata definita la più influente atleta paralimpica brasiliana, dal locale Comitato Paralimpico.

## Biografia
Nata nel 1974, affetta da retinite pigmentosa, ha debuttato come velocista nella categoria B2 (ipovedenti ai Giochi paralimpici di Seul nel 1988, a soli 14 anni. Nel 1994, a causa della perdita totale del residuo visivo, ha continuato la sua carriera nella categoria dei non vedenti assoluti (T10, poi T11). Le sue performances comprendono i 100 metri piani, i 200 metri piani, i 400 metri piani e, più di rado, gli 800 metri piani e la staffetta 4×100 metri.
Ha partecipato a tutte le edizioni dei Giochi paralimpici estivi dal 1988 al 2008, meritando 13 medaglie, di cui 4 d'oro, 8 d'argento e una di bronzo. Inoltre ha gareggiato a varie edizioni dei Campionati del mondo di atletica leggera paralimpica dal 1994 al 2011 e a tre edizioni dei Giochi parapanamericani, ottenendo costantemente il podio. Nel 2011 ha chiuso la sua carriera atletica internazionale, in seguito a un intervento al menisco.
Nel 2012 è stata scelta dal Comitato Paralimpico Internazionale e dal Comitato paralimpico brasiliano, insieme a Clodoaldo Silva, a rappresentare il Brasile, sfilando alla cerimonia di apertura dei Giochi paralimpici di Londra (29 agosto); i due atleti si sono alternati a portare la torcia olimpica.
Ádria Santos ha una figlia, Barbara, nata nel 1989, ed è sposata con la propria guida e allenatore Rafael Krub.

## Palmarès
| Anno | Manifestazione           | Sede              | Evento          | Risultato | Prestazione | Note  |
| ---- | ------------------------ | ----------------- | --------------- | --------- | ----------- | ----- |
| 1988 | Giochi paralimpici       | Seul              | 100 m piani B2  | Argento   | 13"35       |       |
| 1988 | Giochi paralimpici       | Seul              | 400 m piani B2  | Argento   | 1'03"99     |       |
| 1992 | Giochi paralimpici       | Barcellona        | 100 m piani B2  | Oro       | 13"52       |       |
| 1994 | Mondiali paralimpici     | Berlino           | 200 m piani T11 | Bronzo    | 27"5        |       |
| 1994 | Mondiali paralimpici     | Berlino           | 400 m piani T11 | Bronzo    | 1'02"87     |       |
| 1996 | Giochi paralimpici       | Atlanta           | 100 m piani T10 | Argento   | 12"92       |       |
| 1996 | Giochi paralimpici       | Atlanta           | 200 m piani T10 | Argento   | 26"15       |       |
| 1996 | Giochi paralimpici       | Atlanta           | 400 m piani T10 | Argento   | 59"97       |       |
| 1999 | Giochi parapanamericani  | Città del Messico | 100 m piani T10 | Oro       |             |       |
| 1999 | Giochi parapanamericani  | Città del Messico | 200 m piani T10 | Oro       |             |       |
| 1999 | Giochi parapanamericani  | Città del Messico | 400 m piani T10 | Oro       |             |       |
| 2000 | Giochi paralimpici       | Sydney            | 100 m piani T11 | Oro       | 12"46       |       |
| 2000 | Giochi paralimpici       | Sydney            | 200 m piani T11 | Oro       | 24"99       |       |
| 2000 | Giochi paralimpici       | Sydney            | 400 m piani T11 | Argento   | 59"46       |       |
| 2002 | Mondiali paralimpici     | Lilla             | 100 m piani T11 | Argento   | 12"97       |       |
| 2002 | Mondiali paralimpici     | Lilla             | 200 m piani T11 | Argento   | 27"73       |       |
| 2003 | Giochi parapanamericani  | Mar del Plata     | 100 m piani T11 | Oro       |             |       |
| 2003 | Giochi parapanamericani  | Mar del Plata     | 200 m piani T11 | Argento   |             |       |
| 2004 | Giochi paralimpici       | Atene             | 100 m piani T11 | Oro       | 12"55       |       |
| 2004 | Giochi paralimpici       | Atene             | 200 m piani T11 | Argento   | 25"60       |       |
| 2004 | Giochi paralimpici       | Atene             | 400 m piani T12 | Argento   | 57"46       |       |
| 2005 | Europei paralimpici open | Espoo             | 100 m piani T11 | Oro       | 12"42       |       |
| 2005 | Europei paralimpici open | Espoo             | 200 m piani T11 | Oro       | 27"05       |       |
| 2006 | Mondiali paralimpici     | Assen             | 100 m piani T11 | Oro       | 12"70       |       |
| 2006 | Mondiali paralimpici     | Assen             | 200 m piani T11 | Bronzo    | 26"46       |       |
| 2007 | Giochi parapanamericani  | Rio de Janeiro    | 200 m piani T11 | Argento   |             |       |
| 2007 | Giochi parapanamericani  | Rio de Janeiro    | 800 m piani T11 | Argento   |             |       |
| 2008 | Giochi paralimpici       | Pechino           | 100 m piani T11 | Bronzo    | 13"07       |       |
| 2008 | Giochi paralimpici       | Pechino           | 200 m piani T11 | 8ª        | 28"15       |       |
| 2011 | Mondiali paralimpici     | Christchurch      | 400 m piani T11 | Bronzo    | 1'03"81     |       |
| 2011 | Mondiali paralimpici     | Christchurch      | 4×100 m T11-13  | Oro       | 50"51       | [ 5 ] |

## Altre competizioni internazionali
2001
- Oro in Coppa del Mondo ( Edmonton), 200 m piani T11 - 25"76[6]

2003
- Oro ai campionati mondiali IBSA ( Québec), 100 m piani T11 - 12"72
- Oro ai campionati mondiali IBSA ( Québec), 200 m piani T11
- Bronzo ai campionati mondiali IBSA ( Québec), 400 m piani T11-13
- Oro ai Mondiali IAAF (gare dimostrative) ( Saint-Denis), 200 m piani T11 - 25"22[7][8]

2005
- Oro ai Mondiali IAAF (gare dimostrative) ( Helsinki), 200 m piani T11-12 - 26"99